# Peter Altmaier
Peter Altmaier (Ensdorf, Saarland, 18 juni 1958) is een Duits politicus van de CDU en jurist. Hij was verschillende malen bondsminister, onder meer van Milieu (2012–2013), Financiën (2017–2018) en Economie (2018–2021) in de bondsregeringen van Angela Merkel. Van 1994 tot 2021 was hij parlementslid in de Bondsdag.

## Loopbaan

### Opleiding en beroep
Altmaier groeide op in een conservatief gezin. Zijn vader was van beroep kompel en zijn moeder was verpleegster. Na in 1978 zijn opleiding aan het Gymnasium am Stadtgarten in Saarlouis te hebben afgerond, ging hij in militaire dienst, studeerde daarna vanaf 1980 rechten aan de universiteit van Saarland, waar hij 1985 en in 1988 de juridische staatsexamens deed. Daarna was hij wetenschappelijk medewerker aan het Europa-Instituut van de universiteit van Saarland. Altmaier, die vloeiend Engels, Frans en Nederlands spreekt, werd in 1990 een hoge ambtenaar bij de Europese Commissie bij het Directoraat voor Werkgelegenheid, Arbeidsverhoudingen en Sociale Zaken, waar hij van 1993 tot 1994 algemeen secretaris van de bedrijfskundige commissie voor de sociale zekerheid van arbeidsmigranten was.

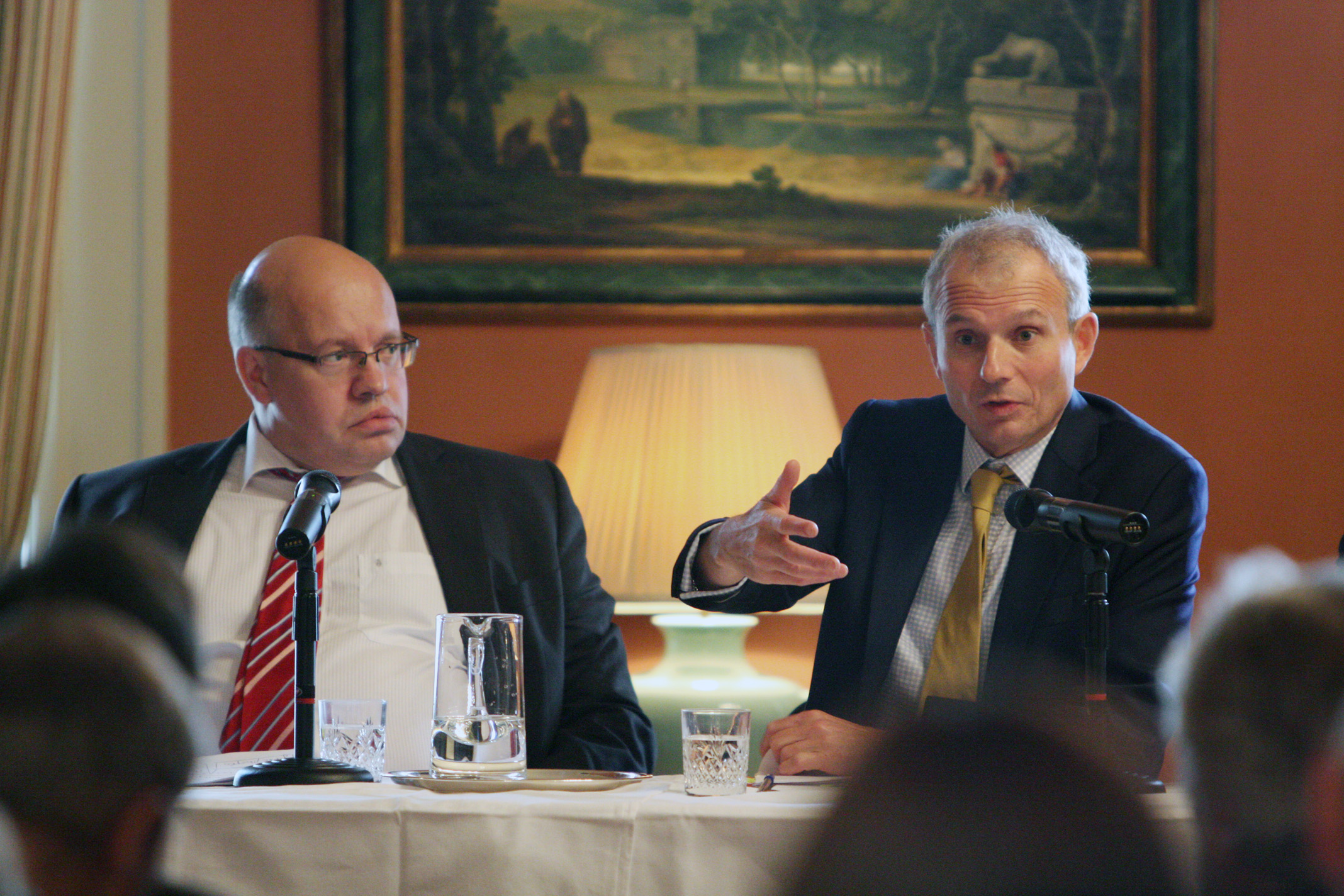
Whip van de CDU/CSU Peter Altmaier en Britse onderminister voor Europese Zaken David Lidington tijdens een bezoek aan Londen op 15 september 2011.

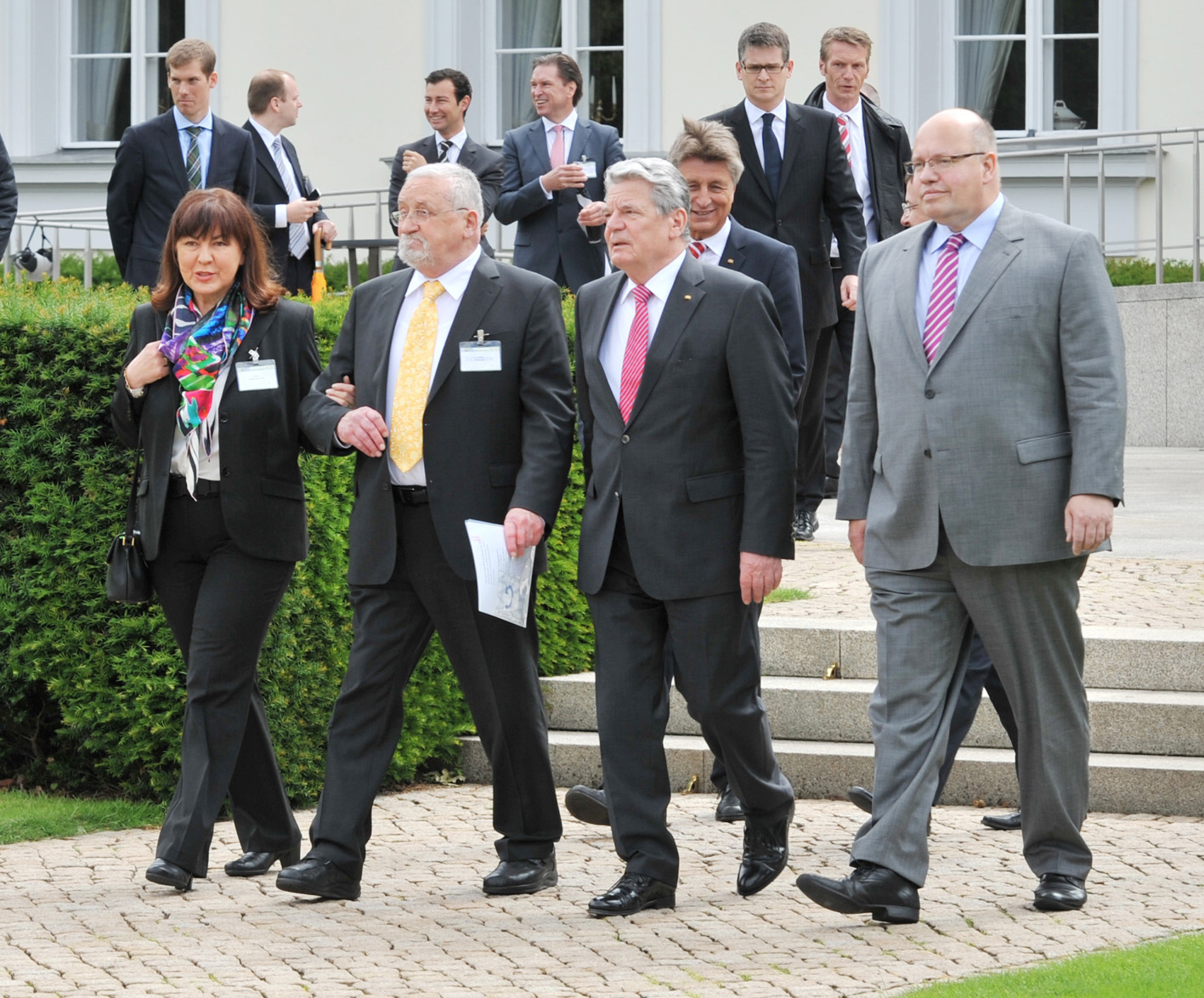
Bondspresident van Duitsland Joachim Gauck en bondsminister van Milieu, Klimaat en Kernveiligheid Peter Altmaier tijdens een bijeenkomst op Slot Bellevue op 5 juni 2012.

### CDU-politicus
In 1974 werd Altmaier lid van de Junge Union en in 1976 van de CDU. Sinds 1991 zit hij in het CDU-bestuur van Saarland en is hij tevens voorzitter van de adviescommissie 'Europa' in Saarland. Van 2000 tot 2008 was Altmaier voorzitter van het CDU-Kreisverband van Saarlouis.

### Werkzaamheden als volksvertegenwoordiger
Tussen 1994 en 2021 was Altmaier parlementslid in de Bondsdag. Tot 2009 kwam hij via de Landesliste van Saarland in de Bondsdag; na de verkiezingen van 2009 was hij een rechtstreeks gekozen vertegenwoordiger van zijn Heimatwahlkreis Saarlouis.
In de Bondsdag was Altmaier van 1998 tot 2000 voorzitter van de subcommissie Recht van de Europese Unie van de commissie Juridische Zaken. Hij nam deel aan de zwart-groene gespreksgroep (CDU met Bündnis 90/Die Grünen) van jonge volksvertegenwoordigers, de zogenaamde Pizza-Connection. Altmaier behoorde van 2002 tot 2005 tot het bestuur van de CDU/CSU-fractie in de Bondsdag, en was van 2004 tot 2005 ook de Justiziar (specialist juridische zaken) daarvan. Op 27 oktober 2009 werd hij rechterhand van de fractievoorzitter van de CDU/CSU-fractie. In deze functie volgde hij Norbert Röttgen op, die toen minister van Milieu werd, en hij was lid van het fractiebestuur. Hij werd gekozen door 98,4% van de fractie. Dit eindigde toen hij op 22 mei 2012 minister van Milieu werd.
In 2012 werd hij als lid van de parlementaire meerderheid voor een jaar voorzitter van het Parlamentarisches Kontrollgremium (PKGr) dat als wetgevend orgaan de uitvoerende organen controleert.

### Politiek-bestuurlijke functies
In 2005 werd Altmaier door bondskanselier Angela Merkel gevraagd staatssecretaris te worden op het ministerie van Binnenlandse Zaken in de onder haar leiding gevormde bondsregering Merkel I. Hij vervulde deze functie van november 2005 tot oktober 2009.
Op 22 mei 2012 werd Altmaier, op voorspraak van Merkel, door bondspresident Joachim Gauck benoemd tot minister van Milieu in het kabinet-Merkel II. Hij volgde in dit ambt de ontslagen Norbert Röttgen op. In het kabinet-Merkel III, dat tussen 17 december 2013 en 14 maart 2018 aan de macht was, had Altmaier zitting als minister zonder portefeuille en chef van het Bundeskanzleramt.
Toen Wolfgang Schäuble na de verkiezingen van 2017 verkozen werd tot voorzitter van de Bondsdag en aftrad als minister van Financiën, nam Altmaier die functie tijdelijk op zich, in afwachting van het aantreden van een nieuw kabinet. Hij leidde het ministerie van 24 oktober 2017 tot 14 maart 2018. In het aansluitende kabinet-Merkel IV (2018–2021) was Altmaier minister van Economie en Energie. Daarmee werd hij de langst dienende bondsminister onder kanselier Merkel.

### Europees politicus
Altmaier is een van de weinige Europese ambtenaren binnen de Duitse politiek. Hij was lid van de 'Commissie Europa' binnen de Duitse Bondsdag en binnen de Conventie over de Toekomst van Europa was hij plaatsvervangend lid van de commissie die werkte aan het Verdrag tot vaststelling van een Grondwet voor Europa. Als staatssecretaris van Binnenlandse Zaken was hij ook gerechtigd zich met Europapolitieke kwesties bezig te houden.
Van 2004 tot 2008 was Altmaier vicevoorzitter van de Europäische Bewegung Deutschland. Van december 2006 tot november 2011 was hij voorzitter van de niet-partijpolitieke organisatie Europa-Union Deutschland.

## Politieke stellingnames
Tijdens de jaren 90 zette Altmaier zich in voor een modernisering van het Duitse staatsburgerschap en hij onderhield contacten met migranten, vluchtelingenorganisaties en kerken. Hij is voorstander van dialoog tussen de CDU en Bündnis 90/Die Grünen. In 1998 riep hij Helmut Kohl op terug te treden en hij bekritiseerde Roland Koch wegens zijn, volgens Altmaier, anti-buitenlanders verkiezingscampagne. In 2003 was hij tegen de oproep vanuit het Vaticaan om huwelijken tussen partners van gelijk geslacht tegen te gaan. Angela Merkel benoemde hem in 2002 namens de CDU in de parlementaire onderzoekscommissie (het zogenaamde „Lügenausschuss“) die onderzocht of bij de Bondsdagverkiezingen in 2002 de Bondsregering de Bondsdag correct informeerde over de algemene financiële situatie, de financiën bij de ziekten- en pensioenverzekeringen en over het voldoen aan het stabiliteitscriterium conform de Europese afspraken daarover.
Altmaier werd met Ronald Pofalla, Norbert Röttgen, Eckart von Klaeden en anderen gezien als een van de 'jonge wilden' in de politiek. Hij nam deel aan de informele Pizza-Connection, de gespreksgroep met de CDU en Bündnis 90/Die Grünen. Terugkijkend zegt hij hierover: "Wij hebben met hen toen ook gesproken over een nieuw staatsburgerschapsrecht […]. Maar wij hebben dat echt een stap verder gebracht met de FDP."

### Energiepolitiek
Toen hij minister van Milieu was, verweet het Bundesverband Erneuerbare Energie hem het invoeren van duurzame energievormen onnodig te vertragen en de doelstellingen terug te schroeven.
Op de stijgende kosten van elektriciteit reageerde Altmaier o.a. met het uitgeven van een brochure waarin hij tips gaf voor energiebesparing.

## Web 2.0
Altmaier wordt beschouwd als iemand die zijn partij moderniseert en bij journalisten staat hij bekend als communicatief en vertrouwd met het internet. Zo is Altmaier volgens het Handelsblatt "opgevallen door dicht bij de internetgemeenschap te staan" en "een van de eerste toppolitici die actief twitterde". Altmaier merkte hierover op dat het hebben van een twitter-account nog niet wil zeggen dat iemand 'internetcompetent' is. Met aanhangers van de Piratenpartij Duitsland sprak hij over internetprivacy en auteursrecht.
Altmaier is medeoprichter en lid van Cnetz, een vereniging voor internetpolitiek met als doel dat ook op het internet in redelijkheid rekening wordt gehouden met de diverse in een pluralistische samenleving aanwezige belangen.
Altmaier gaf de nodige bekendheid aan het door hem in gebruik nemen van Twitter en maakte er vervolgens dan ook dagelijks gebruik van. Zo reageerde hij via Twitter op twijfels aan zijn berekeningen van de kosten van de Energiewende. Een onderzoek uit 2013 bevestigde dat hij in vergelijking met andere politici meer interesse heeft in de dialoog met zijn (Twitter-)volgers.

## Onderscheidingen
In 2004 werd Altmaier benoemd tot ridder in het Franse Legioen van Eer.

## HJ Schoo-lezing
Donderdagavond 6 september 2018 hield Altmaier de tiende HJ Schoo-lezing in Theater Diligentia te Den Haag. Titel van zijn lezing was: Rots in de branding? Blaadjes in de wind? Nadenken over de plaats van Europa in onze wereld.

## Nevenactiviteiten
Altmaier was lid van de fractie-overstijgende groep parlementsleden in de Duitse Bondsdag die zich bezighoudt met de Europese Unie.
Op 17 november 2010 werd Altmaier eresenator van de Hogeschool voor Bestuurskunde te Brühl (NRW).

## Privéleven
Altmaier is rooms-katholiek en vrijgezel.
- Gemeinsame Normdatei: 17156975X
- International Standard Name Identifier: 0000 0000 3981 3499
- Library of Congress Control Number: n93009768
- Nationale Bibliotheek van Polen: a0000003299796
- Nederlandse Thesaurus van Auteursnamen: 341333220
- Réseau des bibliothèques de Suisse occidentale: 02-A002922082
- Virtual International Authority File: 4137633
- WorldCat: E39PBJwCVwXD8DbXgmGWymkbh3